# Kalkouri
Kalkouri est une commune rurale située dans le département de Tibga de la province du Gourma dans la région de l'Est au Burkina Faso.

## Géographie
Kalkouri est situé à 10 km au Nord-Ouest de Tibga et 4 km au Nord de Modré.

## Santé et éducation
Le centre de soins le plus proche de Kalkouri est le centre de santé et de promotion sociale (CSPS) de Modré.